# Benjamin Gibbs
Benjamin Robert (Ben) Gibbs, OCD (10. April 1937 – 11. Mai 2021) war ein neuseeländischer Philosoph, Religionswissenschaftler und Mystiker.

## Biographischer Werdegang
Gibbs wurde 1937 in Neuseeland geboren. Nach dem Abitur arbeitete er mehrere Jahre als Seemann in der Handelsmarine, bevor er ein Studium der Philosophie an der Universität von Canterbury bei dem Logiker Arthur Prior aufnahm. 1961 schloss Gibbs sein Studium mit einem MA in Philosophie ab und trat in den Orden der Unbeschuhten Karmeliten in Loughrea, Irland, ein. Innerhalb eines Jahres wurde ihm nahegelegt, dass er aufgrund seiner besonderen Begabung besser eine akademische Laufbahn verfolgen sollte.
Von 1963 bis 1966 war Gibbs Commonwealth-Stipendiat für Aufbaustudien in Philosophie am University College in Oxford. Gibbs wurde 1965 mit dem John Locke Prize in Mental Philosophy ausgezeichnet. Nach seinem Abschluss in Oxford lehrte er von 1969 bis 1992 als Professor für Philosophie an der University of Sussex (Brighton, England) und danach an der University of Waikato (Hamilton, Neuseeland). Im Ruhestand, den Gibbs in der Nazareth Community in Christchurch verbrachte, wendete er sich schreibend vermehrt seinen religionsphilosophischen Interessen zu. Während seiner letzten Lebensjahre forschte und schrieb Gibbs vor allem über den spanischen Dichter und Mystiker Johannes vom Kreuz, zu dem er in seinen eigenen theologischen Vorstellungen und seiner eigenen Lebenspraxis eine große Nähe empfand. Gibbs starb in Christchurch.

## Philosophisches und religionsphilosophisches Werk
Gibbs veröffentlichte eine Reihe von Artikeln und Rezensionen in wissenschaftlichen philosophischen und theologischen Zeitschriften, hauptsächlich auf dem Gebiet der antiken und mittelalterlichen Philosophie, sowie ein Buch mit dem Titel ‘Freedom and Liberation’ (1976), das als ‘Libertad y Liberación’ ins Spanische übersetzt wurde. Der altphilologisch ausgebildete Gibbs arbeitete u. a. zur Tugendlehre und Ethik in Platos Politeia. In 'Freedom and Liberation' (‘Freiheit und Befreiung’) zeigt er, wie der in der Antike und frühen Neuzeit ursprünglich stark verrechtlichte Freiheitsbegriff in vielfältiger Weise erweitert wurde, wobei der zugrunde liegende konzeptionelle Impetus, Macht zur Vermeidung oder Überwindung des Inhumanen und Korrupten und zur Gestaltung des gesellschaftlich und individuell Guten einzusetzen, sich durch die europäische philosophische und politische Geschichte zieht.
Gibbs’ Alterswerk wendete sich der Theologie, insbesondere der Theresianischen Mystik zu. Neben einer Monographie über Edith Steins spirituellen Lebensweg und den Einfluss der Philosophie Edmund Husserls und Max Schelers auf ihr philosophisches und religiöses Denken schrieb Gibbs eine umfangreiche Monographie über den spanischen Mystiker Johannes vom Kreuz, der von der römisch-katholischen Kirche als 'doctor mysticus' (mystischer Lehrer) verehrt wird. In seiner umfangreichen religionsgeschichtlichen Arbeit unter dem Titel ‘The Secret Ladder. Mystical Meditation in John of the Cross’ untersucht Gibbs die kultur- und religionsgeschichtlichen Kontexte des Werks von Johannes. Gibbs interpretiert vor allem dessen Kommentare zu seinen geistlichen Gedichten wie Die dunkle Nacht der Seele im Licht zeitgenössischer abendländischer, vor allem spanischer Theologie. Gibbs zeigt, dass der mystische Weg des spanischen Karmeliten weniger in dessen Visionen und visionären Exegesen besteht, als vielmehr in einer Bescheidenheit und Entsagung (‘humility’) gegenüber den oft nur scheinbar Erfolg versprechenden Techniken philosophischer, aber auch theologischer (einschließlich meditativer und visionärer) Sinn- oder Heilsproduktion. Der Aufstieg des Mystikers auf der metaphorischen 'Leiter' zu Gott ist nicht das Produkt menschlicher Willensanstrengungen oder meditativer Techniken. Gibbs Auslegung zufolge geschieht er in der Reinigung und - in einem dialektischen Sinne, welcher das Beenden und das Erheben auf eine höhere Stufe gleichermaßen meint -  Aufhebung von Sinnlichkeit, Willen und Intellekt (einschließlich doktrinärer Theologien), die über tätige Nächstenliebe zu einer Schau und schließlich Vereinigung mit dem Göttlichen führen. In Anlehnung an die Negative Theologie u. a. des Pseudo-Dionysius entwickele Johannes vom Kreuz eine Aufstiegslehre, die im Glauben und selbstlosen Lebenswandel empfangen, letztlich ein göttliches Gnadengeschenk (‘grace’) sei und zu einer mehr als temporären mystischen Union ('spiritual marriage') der Seele mit Gott führe.

## Auszeichnungen
- John Locke Prize in Mental Philosophy, Universität Oxford (1965)

## Publikationen (Auswahl)
- Putnam on Brains and Behaviour, In: Analysis, Vol. 30, No. 2, Oxford University Press (1969), pp. 53–55
- Can God Do Evil? In: Philosophy, Vol. 50, No. 194, Cambridge University Press (1975), pp. 466–469
- Freedom and Liberation, Chatto and Windus für Sussex University Press (1976) ISBN 978-0-8-56210563
- The Puriri Desaster, Nelson (2015) ISBN 9780473345563
- The Secret Ladder. Mystical Meditation in John of the Cross, Christchurch (2021) ISBN 978-0-473-51545-4